# Centralny Związek Młodej Wsi „Siew”
Centralny Związek Młodej Wsi „Siew” – sanacyjna organizacja młodzieży wiejskiej utworzona 4 IX 1934 r. z połączenia Centralnego Związku Młodzieży Wiejskiej i części Związku Młodzieży Ludowej. Rozwijał szeroko zakrojoną działalność oświatową i spółdzielczą (m.in. Bank Techniczny i spółdzielnia Grupa Techniczna). Pod względem politycznym „Siew” związany był związany z tzw. Naprawą, cieszył się poparciem ministra rolnictwa Juliusza Poniatowskiego. Głosił radykalny program reform społecznych. Jesienią 1937 r. stworzył wraz z innymi sanacyjnymi organizacjami młodzieżowymi tzw. czwórporozumienie skierowane przeciw prawicy Obozu Zjednoczenia Narodowego. W 1938 r. liczył 92 970 członków. Prezesem CZMW był Stanisław Gierat.